# أخبار مصر
أخبار مصر هو برنامج تلفزيوني يومي يبث على قناة العربية ويقدّمه أيمن إبراهيم ويرأس تحريره أحمد خليل.

## مواعيد البث
يبث البرنامج يوميا في 12:00 مساء بتوقيت مكة المكرمة.